# ديانا فيكرز
ديانا فيكرز (بالإنجليزية: Diana Vickers)‏ (من مواليد 30 يوليو 1991) هي مغنية وكاتبة أغاني وممثلة ومصممة أزياء إنجليزية، والتي لفتت انتباه الجمهور عند بلوغها نصف نهائي في ذا إكس فاكتور في 2008. في عام 2009، وقعت فيكرز عقد تسجيل مع "RCA "Records. بعد القيام بجولة موسيقية في التصفيات النهائية من ذا إكس فاكتور، لعبت دور البطولة في مسرحية بعنوان Rise and Fall of Little Voice .

## روابط خارجية
- ديانا فيكرز على موقع IMDb (الإنجليزية)
- ديانا فيكرز على موقع ميوزك برينز (الإنجليزية)
- ديانا فيكرز على موقع أول ميوزيك (الإنجليزية)
- ديانا فيكرز على موقع ديسكوغز (الإنجليزية)
- ديانا فيكرز على موقع قاعدة بيانات الفيلم (الإنجليزية)